# 泰勒·桑德
泰勒·桑德（英語：Taylor Sander；1992年3月17日—），美國排球運動員。他現在效力於意大利排球聯賽球隊維羅納排球俱樂部。他也代表美國國家男子排球隊參賽。